# هوساویک
هوساویک (به لاتین: Húsavík) یک شهر در ایسلند است که در Northeast Constituency واقع شده‌است.

## خصوصیات
هوساویک ۲٬۲۳۷ نفر جمعیت دارد.

## خواهرخوانده
شهرهای آلبورگ، فردریکستاد، کلسکوگا، Riihimäki، Qeqertarsuaq و Fuglafjørður خواهرخوانده‌های هوساویک هستند.

## نگارخانه

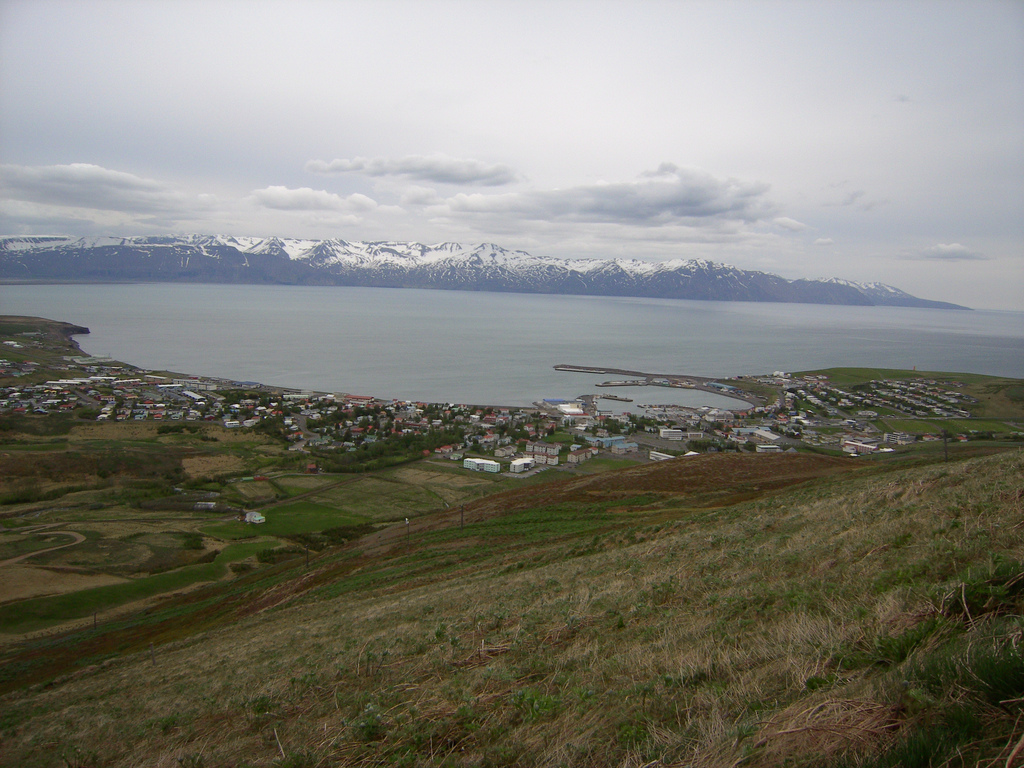
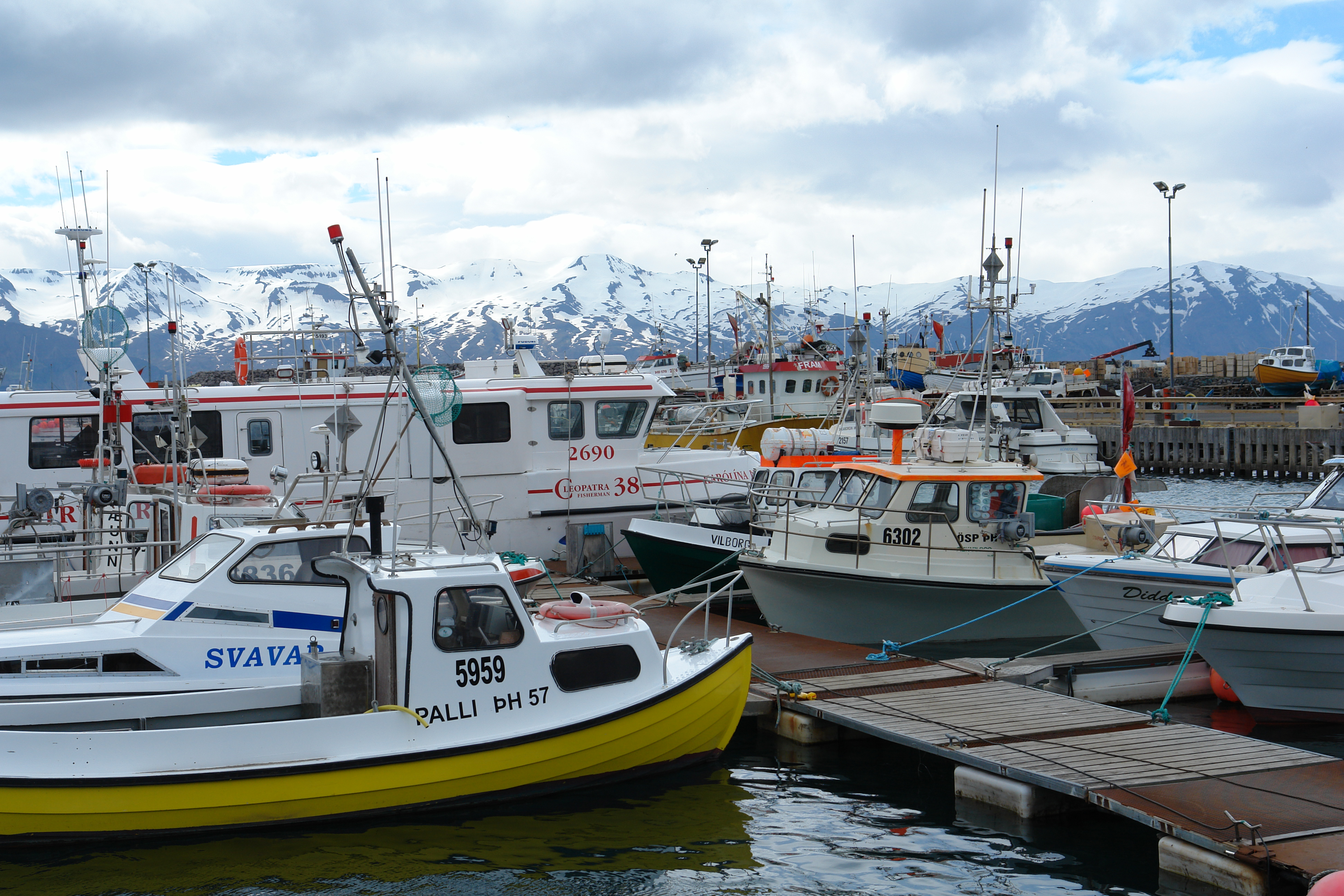
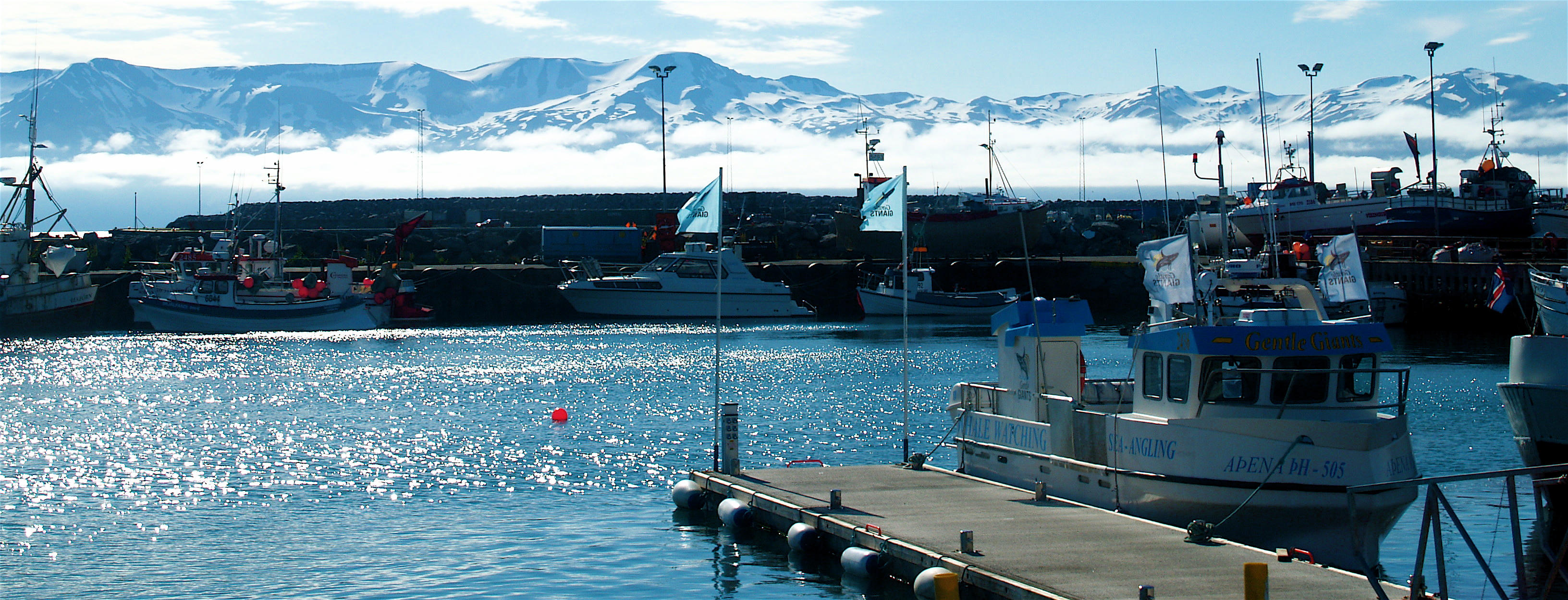
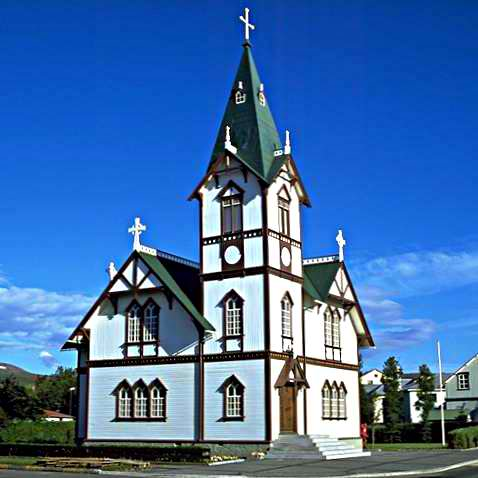
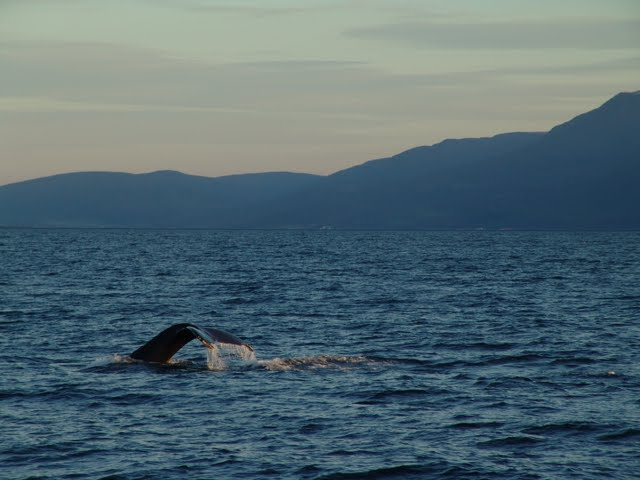
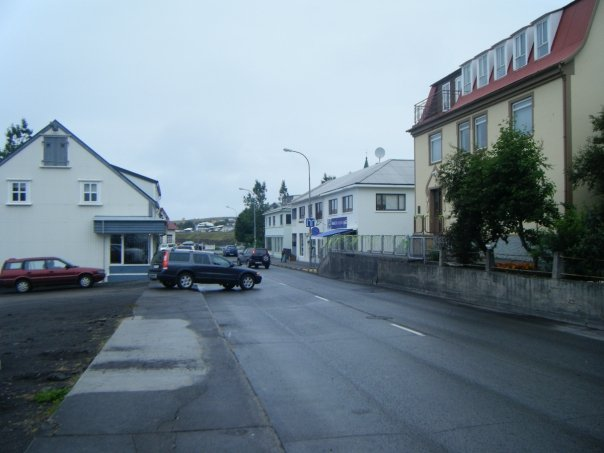
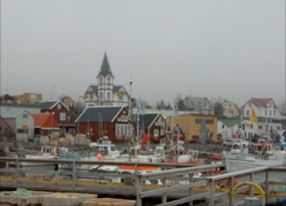